# کافه بلوبرد
کافه بلوبرد (انگلیسی: Bluebird Café) یک کلاب موسیقی ۹۰ نفره در نشویل، تنسی است که در سال ۱۹۸۲ تاسیس شد.